# Coccidencyrtus grioti
Coccidencyrtus grioti är en stekelart som beskrevs av Blanchard 1940. Coccidencyrtus grioti ingår i släktet Coccidencyrtus och familjen sköldlussteklar. Inga underarter finns listade i Catalogue of Life.